# すわっぷ⇔すわっぷ
『すわっぷ⇔すわっぷ』は、とめきちによる4コマ漫画作品である。『まんがタイムきららキャラット』にて2014年10月号から12月号にかけてのゲスト掲載を経て、2015年3月号から2019年4月号まで連載された。著者の一般商業誌上で連載するオリジナルの漫画としては、初めて単行本として刊行された作品である。

## 作品概要
女子校に通う普通の女子高生であった主人公の一之瀬 春子と二階堂 夏子が、ある切っ掛けから特殊能力を手に入れ、その能力を利用することで身の周りの困難を乗り越えていくという、コメディ4コマ漫画である。
この特殊能力はキスをするとお互いの体だけが入れ替わるという能力であり、相手の味覚や体調、運動能力といった個人の体質はそのままに、人格のみが入れ替わる。ただし、例外的に目だけは入れ替わっても変化しない。秋穂によるとオーラも微妙に異なっているため見分けられるという。なお、入れ替わった状態からもう1回キスをすると元の体に戻る。しかし例外として、一方が意識を失った状態でキスをした場合には入れ替わらない。また、ヒト以外の動物とは入れ替わることはできない。
同じく、三島 秋穂と四方 冬美のペアのように、他にも入れ替わり能力を手に入れたペアが登場する。

## あらすじ
ある日、クラス1番の秀才・一之瀬 春子とクラス1番のギャル・二階堂 夏子は、ひょんなことからキスをすることで、お互いの体に入れ替えられるようになった。当初2人は入れ替わることに戸惑ったものの、やがて体を入れ替えることで、お互いの体を利用し合い協力することを思い付く。こうして、2人の奇妙で便利な入れ替わり生活が始まったのであった。

## 登場人物
一之瀬 春子（いちのせ はるこ）
クラスで1番の優等生。2つ結びのおさげと、虚ろな目が特徴。身長は152cm、胸のサイズはAカップ。夏子と転んでぶつかった拍子にキスをしたことで、体を入れ替えられるようになった。
男勝りで面倒見の良い性格だが、また胸が小さい事を気にしており、他人の胸に執着する遠因でもある。胸の大きな女の子へのセクハラが好きであり、中学時代は友達が少なかった。ゲームが好きで得意な一方で、料理や運動は苦手である。好きな曲は演歌で、夏子の料理がお気に入り。
入れ替わるためのキスをすることについては抵抗を感じておらず、利用できる物は利用すればいいという、割り切った考えを持っている。
二階堂 夏子（にかいどう なつこ）
クラスで1番のギャル。中学時代は黒髪だったが、今は金髪を後ろで結わえている。身長は162cm、胸のサイズはDカップ。春子とはキスをすることで、体を入れ替えられる。
派手な見た目に反して根は真面目であり、男性が苦手でピュアな性格である。また春子とは対照的に勉強が全般的に苦手な一方で、料理は得意。一人っ子であることから、兄弟を持つことに憧れている。
ネコが好きなものの、猫アレルギーを罹患している。
時々思い出したようにキスをすることに対する恥じらいを見せるものの、結局は便利さに負けてしまい入れ替わりを多用している。
三島 秋穂（みしま あきほ）
ショートヘアで優しい性格。身長、胸のサイズともに未公表だが、胸にコンプレックスを持つ春子が、一旦芽生えた親近感を失うほどに胸は大きい。
家は豪邸でお金持ち。冬美とキスをすることで、体を入れ替えられる。
体を動かすことが好きなものの、生来体が弱く、滅多に家から出られないため、時々親友の冬美に体を借りて学校や外に出かけている。
頭は良く、春子と学年首位の座を競い合う程である。また何を食べても太らない体質で、冬美はよく彼女の体でお菓子を食べている。
冬実の体で遊園地へ遊びに行った際には、一番きつそうな絶叫マシンに乗りたがったり、ホラーが得意な春子が怖がるほどのお化け屋敷を平然と楽しんだりと、行動や性格そのものは非常にアグレッシブである。
四方 冬美（しかた ふゆみ）
髪はくせ毛状で強気な性格。身長は144cm、胸のサイズは未公表だが、胸にコンプレックスを春子が親近感を感じるほどの貧乳体型である。
キスをすることで入れ替わりが可能な秋穂とは、家が隣り同士で仲も良く、秋穂に授業をさぼるためと言いつつ、彼女を喜ばせるために体を進んで貸している。
勉強嫌いなため学業成績は悪く、夏子と学年最下位の座を競い合う程である。またゲームが好きで春子よりも得意だが、運動が嫌いで太りやすいことを気にしている。しかし秋穂が入れ替わっている間に彼女の体で筋トレしているため、素の運動能力は高い。
遊佐 五月（ゆさ さつき）
春子の友人。髪型はポニーテール。春子たちがキスで入れ替わる能力を持っていると知っている人物の1人。身長は165cm、胸のサイズはFカップで着痩せするタイプ。
皆に頼りにされる姉御肌だが、絶叫マシンは苦手である。お菓子作りが得意で、共働きの両親に代わり、2人いる弟の面倒をよく見ている。
自分たちの前でキスしようとする春子たちに注意したり、入れ替わりの利用の仕方について前向きな提案をしたりと、常識的な考えの持ち主である。
東条 夢芽（とうじょう ゆめ）
春子の友人。髪型はストレートヘア。春子たちがキスで入れ替わる能力を持っていると知っている人物の1人。身長は156cmで胸のサイズはDカップ。
重箱の弁当の後に大きなパンをいくつも食べるなど非常に大食漢だが、秋穂と同じく太らない体質であり、欠点が少ない。
兄がおり、家では「メー」という名の猫を飼っている。
愛川 あゆ（あいかわ あゆ）
春子たちと同じ学校に通う生徒。学業成績は悪く、学年最下位近辺である。
春子に好意を抱いており、春子とキスをしている夏子を春子の恋人だと勘違いして敵意を露わにしている。それでも、夏子が風邪をひいたと聞いた際には心配するなど、根は優しい性格である。
兄が3人、弟が2人と男兄弟に囲まれており、男が少ないという理由で女子校へ進学した。
手嶋 ゆり（てしま ゆり）
春子と同じクラス、春子と夏子の弱点につけ込んで支配しようとする。
宮田 あやめ（みやた あやめ）
春子と同じクラス、ゆりの親友。
一之瀬 さくら（いちのせ さくら）
春子の2歳年下の妹。水泳が好きで、春子とそっくりだが、目に光が差している。
姉とは逆に、料理が得意な反面、勉強は苦手である。
十二所 千夏（じゅうにしょ ちなつ）
春子が所属する2年1組の担任で、巨乳の持ち主。美春の入れ替わり相手かつ恋人同士である。
金田一 美春（きんだいち みはる）
小説家。千夏先生の入れ替わり相手である。
三島秋穂の母
身体が弱く滅多に外へ出られない娘を心配しており、冬美らが遊びに来ると喜ぶ。

## 書誌情報
単行本の背表紙が複数巻が発売されることを前提に、隣の巻と絵が続いている場合がある。
- とめきち 『すわっぷ⇔すわっぷ』芳文社〈まんがタイムKRコミックス〉、全4巻[11]
  1. 2015年12月12日発行（2015年11月27日発売[11]）、ISBN 978-4-8322-4638-6
  2. 2017年1月11日発行（2016年12月27日発売[11]）、ISBN 978-4-8322-4787-1
  3. 2018年2月11日発行（2018年1月27日発売[11]）、ISBN 978-4-8322-4913-4
  4. 2019年5月10日発行（2019年4月25日発売[11]）、ISBN 978-4-8322-4913-4